# NGC 4375
NGC 4375 ist eine Balkenspiralgalaxie vom Typ SBab/P im Sternbild Haar der Berenike am Nordsternhimmel. Sie ist rund 405 Millionen Lichtjahre von der Milchstraße entfernt.
Am 18. Juni 1960 wurde von Milton Humason die Supernova SN 1960J entdeckt.
Die Galaxie wurde am 11. April 1785 von dem deutsch-britischen Astronomen Wilhelm Herschel entdeckt.